# 貸衣装
貸衣装（かしいしょう）とは、一時的に用いられる貸出用の衣装や装束などを指すほか、貸衣装を貸し出す業種自体を指す。貸衣裳とも表現する。
演劇やテレビ、写真撮影用などの業務向けのほか、冠婚葬祭、卒業式、コスプレ、芸能人のステージ衣装などでの用途で、一般向けの貸衣装が存在する。

## 歴史
物品賃貸（レンタル、リース）業が貸し出す物品の一つとして古くから存在していた。
日本での発祥は諸説あるが、江戸時代の井原西鶴の諸作品の中に「損料屋｣、｢貸物屋｣から「ゑぼし、白小袖。紋なしの袴」などを借り受ける話が出てくる。
また、明治時代に入り洋服文化が定着すると、和服の販売不振に陥った呉服屋が新事業として着物の貸し出しを始めたことも起源の一つとされている。
江戸・東京では、1915年（大正4年）、当時歓楽街であった向島に初めて貸衣装屋ができた記録があり、時代を経るにしたがい徐々に一般化していった。

## 貸衣装を扱うことがある業種
- 結婚式場
- ホテル
- 葬儀場
- レンタルショップ
- スキー場 ‐ スキーウェアレンタル。
- 旅行会社 ‐ 低緯度の国の人が、冬の高緯度の国などへ移動する場合、冬服やスキーウェアをレンタルした方が安くなる[4]。
- デザイナー・クロッシング（英語版） ‐ 服飾デザイナー（デザイナーズブランド）による服のレンタル[5]。